# Microtegeus foveolatus
Microtegeus foveolatus är en kvalsterart som beskrevs av Balogh 1968. Microtegeus foveolatus ingår i släktet Microtegeus och familjen Microtegeidae. Inga underarter finns listade i Catalogue of Life.